# Henk Schenk
Hendrik „Henk” Schenk (ur. 29 kwietnia 1945 w Wieringerwaard) – amerykański zapaśnik walczący w obu stylach. Dwukrotny olimpijczyk. Odpadł w eliminacjach turnieju w Meksyku 1968 i Monachium 1972. Walczył w kategoriach 97 – 100 kg.
Brązowy medalista mistrzostw świata w 1969 roku.
Zawodnik Oregon State University.
Jego kuzyn Ard Schenk był panczenistą, czterokrotnym medalistą olimpijskim z Grenoble 1968 i Sapporo 1972.